# الصوفية في البنجاب
لعبت الصوفية دورًا رئيسيًا في تاريخ البنجاب. يتأثر غرب البنجاب بشدة بالشيوخ الصوفيين وكبار الصوفيين. أدى التقسيم عام 1947 إلى رحيل المسلمين شبه الكامل عن شرق البنجاب. تستمر الأضرحة الصوفية في المنطقة في الازدهار، خاصة بين ما يسمى بطبقة الداليت "المنخفضة" التي تشكل أكثر من 30٪ من سكانها. بعد التقسيم، تولى مجتمع الداليت رعاية الأضرحة الصوفية في شرق البنجاب.

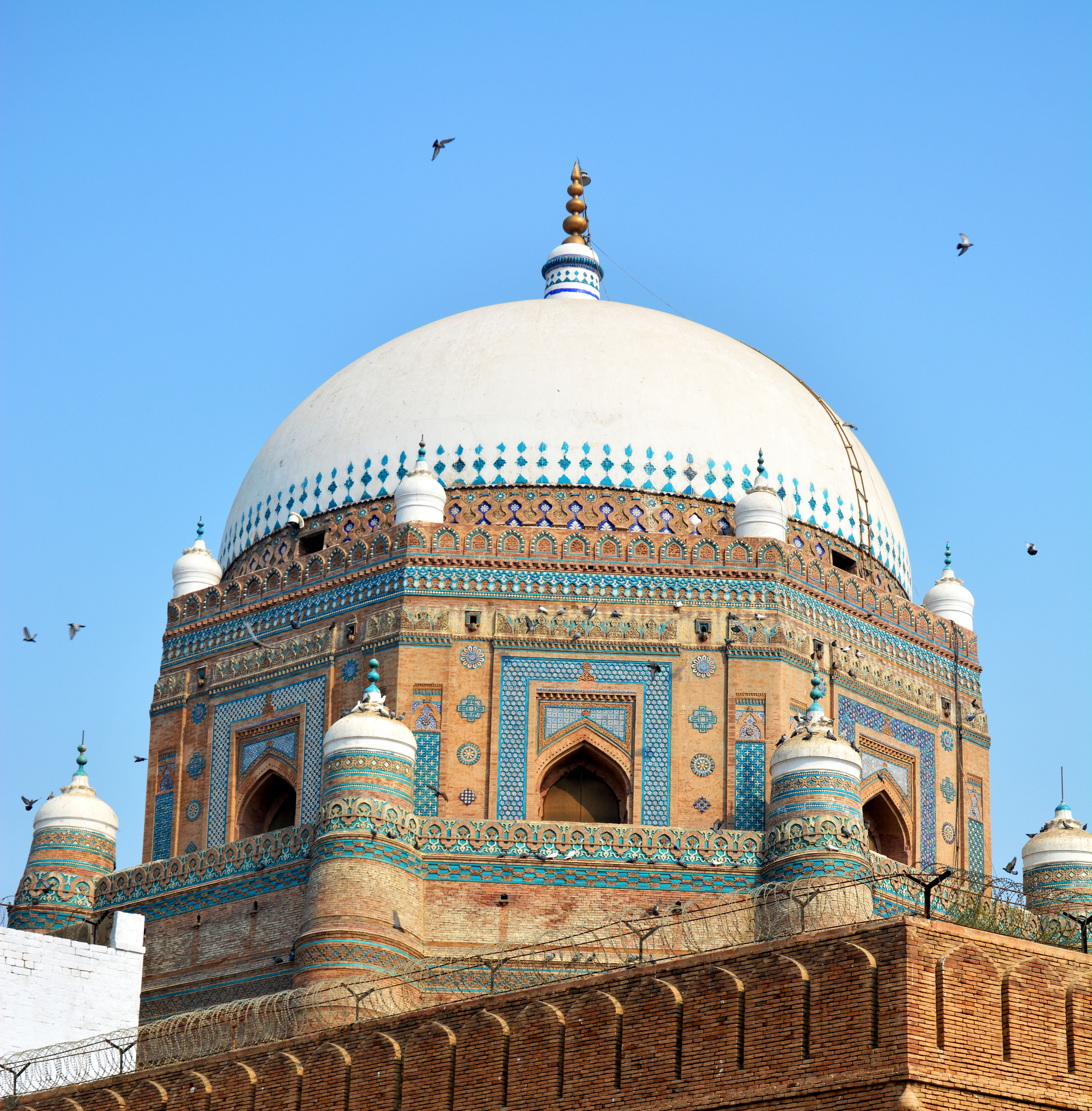
ضريح Shah Rukn e Alam in Multan